# Bataille de Poitiers (1356)
Pour les articles homonymes, voir Bataille de Poitiers.
 (août 2021).
Si vous disposez d'ouvrages ou d'articles de référence ou si vous connaissez des sites web de qualité traitant du thème abordé ici, merci de compléter l'article en donnant les références utiles à sa vérifiabilité et en les liant à la section « Notes et références ».
Guerre de Cent Ans
Batailles
La bataille de Poitiers a été livrée au cours de la guerre de Cent Ans le 19 septembre 1356 à Nouaillé-Maupertuis, près de Poitiers en Aquitaine. Le roi de France Jean II le Bon cherche à intercepter l'armée anglaise conduite par Édouard de Woodstock, prince de Galles, qui est en train de mener une chevauchée dévastatrice. Par une tactique irréfléchie, Jean II conduit ses troupes, quoique numériquement très supérieures, au désastre et se fait prendre, ainsi que son fils Philippe et de nombreux membres éminents de la chevalerie française.
Les conséquences de la défaite française sont catastrophiques pour la couronne des Valois. Le pays est nominalement dirigé par l'héritier du trône, le dauphin Charles. Celui-ci doit affronter la Grande Jacquerie en 1358, qui conteste les privilèges de la noblesse, celle-ci ayant perdu de son prestige à Poitiers. La première phase de la guerre de Cent Ans s'achève par une indéniable victoire anglaise, qui est confirmée par la signature du traité de Brétigny en 1360.

## Contexte
Le 6 avril 1354, un traité mettant fin à sept années de guerre fut négocié et signé à Guînes. Le roi français Jean II refusa toutefois de le ratifier, car ses conditions étaient politiquement et territorialement avantageuses pour l'Angleterre et menaçaient la souveraineté française. Jean II craignait que l'acceptation du traité ne légitime les revendications anglaises sur le territoire français, n'affaiblisse son pouvoir et ne crée un précédent pour d'autres ambitions anglaises. En avril 1355, compte tenu de la situation financière exceptionnellement solide, Édouard III et son conseil décidèrent de lancer des offensives cette année-là dans le nord de la France et en Gascogne. Jean II tenta de fortifier ses villes et forteresses du nord contre l'invasion attendue d'Édouard III, tout en mettant sur pied une armée de campagne, ce qui lui fut toutefois largement impossible en raison du manque de fonds.

## Campagne précédant la bataille

Course poursuite entre la chevauchée du Prince noir et l'Ost royal.

La chevauchée menée, début août 1356, par le Prince noir dévaste une grande partie du Bergeracois, du Périgord, du Nontronnais, du Confolentais, du Nord-Ouest du Limousin, de la Marche, du Nord et Sud du Boischaut, de la Champagne berrichonne, du Berry, de la Sologne, du Sud de la Touraine et du Poitou.
Pour le poursuivre plus efficacement, Jean II le Bon abandonne la moitié de son ost pour ne garder que les cavaliers, plus rapides. Les différents contingents qui avaient passé la Loire à Orléans, Mehun, Saumur, Blois, Tours et ailleurs, se réunirent vers la capitale tourangelle. Après avoir cherché l'adversaire, l'ost français, se trouve à proximité des Anglais à Tours. Grâce à une habile manœuvre, le roi de France oblige les Anglo-Gascons à se diriger vers le sud. Partant de Loches, les Français traversent la Creuse à La Haye, le 16 septembre, occupent le pont de Chauvigny et se dirigent sur Poitiers. Le 17 septembre au matin, le Prince noir fonce, avec 200 hommes d'armes, à travers la forêt de Moulière et débouche sur la route de Poitiers à Chauvigny où il tombe par surprise sur l'arrière-garde de l'armée française forte de 700 hommes d'armes et chevaliers à la-Chaboterie-au-Breuil-l'Abbesse. Les Français, totalement décontenancés, s'enfuirent dans la forêt, perdant 240 hommes dont le comte de Joigny, Jean II de Châlon, comte d'Auxerre, et Jean II de Châtillon, faits prisonniers, qui seront libérés après rançon.
Quand le roi Jean apprend que ses ennemis étaient derrière et non devant, il fait retourner sa troupe. Au soir, les deux armées campent l'une en face de l'autre. Avant que la bataille ne se déclenche, le cardinal de Talleyrand-Périgord, légat pontifical d'Innocent VI tente une médiation et obtient une trêve de 24 heures. Les Anglo-Gascons, largement moins nombreux et menacés d'encerclement et de famine, offrent de rendre le butin et de ne point porter les armes pendant sept ans contre le royaume de France. Mais, au conseil royal, prévaut l'idée de profiter du rassemblement d'une armée, manifestement plus puissante que l'autre, pour ne pas laisser échapper l'occasion de faire un exemple de ces ravageurs du royaume. Ainsi, il est énoncé dans les conditions de reddition que le Prince noir devra se constituer prisonnier au roi de France. Ne pouvant accepter ces termes, l'héritier du trône d'Angleterre se résout à livrer bataille. Les Anglais acceptent le combat de mauvais gré, le chemin de la Guyenne leur étant coupé. La bataille se déroulant sur un terrain accidenté et coupé de haies, Jean II le Bon décide que le combat se fera à pied. Le roi va donner le signal d'attaque lorsque deux légats du Pape accourus de toute hâte de Poitiers viennent parler de trêve et de négociations pacifiques. Malgré le bon vouloir du prince de Galles, qui manque de vivres, on ne peut s'entendre et l'armistice consenti par le roi est rompu le lendemain matin.

## Prélude
Le roi Jean II avait traversé la Loire le 10 septembre, le jour même où le Prince Noir décidait de faire demi-tour. Édouard, qui avait abandonné tout espoir d'obtenir le soutien des Lancaster, marcha avec son armée vers le sud en direction de Montbazon le 12 septembre. Charles, le dauphin, et Hélie de Talleyrand-Périgord arrivèrent au camp du Prince Noir pour négocier un cessez-le-feu de deux jours au nom du pape Innocent VI. Le Prince Noir rejeta Talleyrand et continua sa marche rapide, traversant la Creuse près de La Haye le 13 septembre. Jean II, conscient de sa supériorité numérique sur les troupes d'Édouard, était également déterminé à les anéantir au combat et ignora donc Talleyrand lui aussi.
L'armée française continua à marcher vers le sud parallèlement aux Anglais afin de leur couper la retraite et les approvisionnements. Le 14 septembre, les Anglais marchèrent le long de la Vienne jusqu'à Châtellerault. Édouard arriva à Châtellerault le 14 septembre. Il ne s'attendait pas à ce qu'il y ait des obstacles naturels entre lui et l'armée française. Il attendait que les Français l'attaquent. Cependant, les Français avaient perdu le contact avec les Anglais. Deux jours plus tard, Jean II contourna la position des Anglais et s'apprêtait à traverser la Vienne près de Chauvigny. Édouard vit alors l'occasion d'attaquer les Français lors de leur traversée de la Vienne. Il partit à l'aube du 17 septembre pour les intercepter. L'avant-garde atteignit Chauvigny, où la majeure partie de l'armée française avait déjà traversé la Vienne et marchait en direction de Poitiers. Une arrière-garde française de 700 soldats fut interceptée près de Savigny-Lévescault, les Français subissant 240 pertes.

### Négociations
Après la bataille de Savigny-Lévescault, l'armée anglaise marcha vers le sud en direction de Poitiers et prit position dans la forêt de Nouaillé, à huit kilomètres au sud de la ville, où elle était bien défendue. Au lieu de lancer une attaque spontanée, Talleyrand rencontra Édouard pour négocier un cessez-le-feu de deux jours. Au départ, Édouard était réticent à l'idée de retarder la bataille, mais il se laissa convaincre de négocier lorsque Talleyrand fit remarquer que toute tentative de retraite provoquerait une attaque française, tandis que rester sur place entraînerait l'épuisement de leurs provisions avant celles des Français. L'armée anglaise avait déjà épuisé la majeure partie de ses provisions en raison de plusieurs jours de marche qui avaient limité ses possibilités de se ravitailler, et elle était contrainte de se concentrer à proximité des Français. Ce que Talleyrand ignorait, c'est qu'elle ne trouvait pas non plus suffisamment d'eau pour ses chevaux. 
Après de longues négociations, Édouard accepta de faire d'importantes concessions et obtint en échange le libre passage vers l'Aquitaine. Jean II soutint ces propositions, mais plusieurs conseillers de haut rang estimèrent qu'il serait humiliant de laisser partir sans encombre l'armée anglaise qui avait ravagé une grande partie de la France. Jean II finit par céder et les Anglais furent informés de l'échec des négociations. À l'aube du 19 septembre, Talleyrand fit une dernière tentative pour conclure un armistice, mais Édouard la refusa, car les provisions de son armée étaient déjà épuisées.

## Les forces ennemies

### Les Anglais
L'armée anglaise comptait 6 000 hommes, dont 3 000 chevaliers, 2 000 archers anglais et gallois et 1 000 fantassins.  Les troupes d'Édouard étaient réparties en trois divisions. Sur le flanc gauche se trouvait le comte de Warwick. Sa division était composée de 1 000 chevaliers et d'environ 1 000 archers, qui étaient positionnés à gauche des chevaliers. Sur le flanc droit se trouvait le comte de Salisbury avec le même nombre de soldats et les archers positionnés à droite des chevaliers. Au centre se trouvait la division d'Édouard, composée d'environ 1 000 chevaliers et fantassins, avec des archers à arc long sur les flancs. Derrière les troupes d'Édouard se trouvait une petite réserve sous le commandement de Jean III de Grailly. Édouard lui-même prit position avec ses conseillers immédiats, John Chandos et James Audley, sur le point le plus élevé, d'où il pouvait observer le déroulement de la bataille.

### Français
L'armée française comptait entre 14 000 et 16 000 hommes, dont 10 000 à 12 000 chevaliers, 2 000 arbalétriers et 2 000 autres fantassins. Le roi Jean II décida que la plupart de ses hommes combattraient à pied, ne laissant qu'une troupe d'élite d'environ 500 chevaliers, sélectionnés par les maréchaux. Ces chevaliers avaient pour mission d'attaquer les archers anglais au début de la bataille afin de perturber leur formation.  Jean II mena également la bataille sans cheval, portant le même tabard que plusieurs autres chevaliers afin d'éviter d'être repéré. À l'extrême gauche se trouvait le maréchal Clermont, soutenu par des chevaliers à pied sous les ordres du connétable Gautier de Brienne. De plus, les troupes allemandes alliées, sous le commandement des comtes de Sarrebruck, de Nidau et de Nassau, furent déployées pour soutenir les troupes de Clermont. Sur le flanc droit se trouvaient le maréchal Audrehem et William Douglas, également soutenus par des arbalétriers français. À gauche d'Audrehem se trouvait la division du dauphin Charles, âgé de 19 ans. À côté de Charles se tenait le duc d'Orléans. La division arrière était commandée par le roi lui-même.

## Déroulement

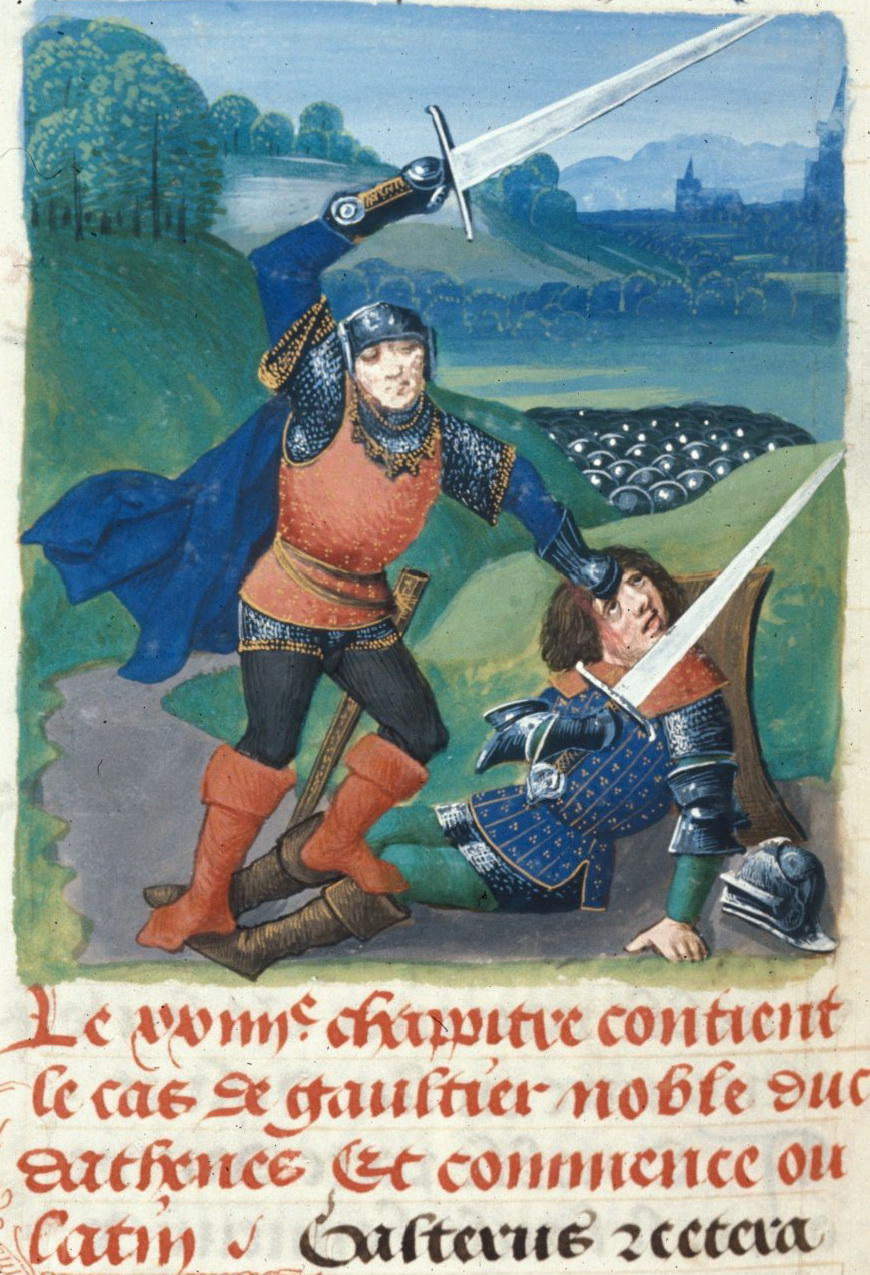
Mort de Gautier VI de Brienne. Miniature du Maître du Froissart du Getty tirée du Des cas des nobles hommes et femmes de Boccace, British Library, Royal 14 E V,.

Au petit matin du 19 septembre 1356, un mouvement des Anglais laisse penser qu'ils tentent de passer leur butin de l'autre côté du Miosson au gué de l'Homme. Les deux commandants de l’avant-garde française ont un avis contraire sur ce mouvement : le maréchal Jean de Clermont appréhende un piège, alors que le maréchal Arnoul d’Audrehem estime qu'il faut tout de suite occuper les passages. Le ton monte, ils se défient et, sans prendre les ordres du roi, chargent chacun pour soi. La charge d'Audrehem sur un chemin bordé de haies (Maupertuis, signifiant un « mauvais passage ») est anéantie par les archers gallois masqués derrière les buissons. Le connétable Gauthier VI de Brienne se joint au maréchal de Clermont pour charger sur le comte de Salisbury. Tous deux sont tués. L'avant-garde est décimée.
Les deux corps de bataille français s'engagent ensuite de façon désordonnée, désordre accentué par les pièges préparés par les Anglais. Les premières lignes françaises s'agglutinent en contrebas des haies infranchissables qui barrent le champ de bataille. Elles refluent à contre sens des secondes lignes qui montent à l'assaut. C'est la confusion sous un déluge de flèches anglaises. La bataille tourne à l'avantage du Prince noir. Quand il voit la déconfiture des maréchaux, le roi de France se lance dans la bataille qui se transforme bientôt en un remous de combats individuels où le désordre puis le désarroi règnent. « Depuis la perte ou la prise des deux maréchaux, la mort du connétable, l'armée royale se disloquait progressivement. »
Il existe, pour l'armée qui relève du ban féodal, le droit reconnu par l'ordonnance royale du 30 avril 1351, pour les seigneurs bannerets, de se départir (se dégager) d'une bataille jugée perdue et inutile à poursuivre. Ce départ doit se faire par délibération d'une même bannière et en ordre. Il ne se confond pas avec la fuite, mais s'explique par le souci d'éviter d'être fait prisonnier et de verser une rançon qui coûte fort cher. Il est prescrit de prévenir de son départ. Alors que le roi Jean II le Bon n'a pas encore donné l'assaut avec le gros de ses troupes, celles-ci l'abandonnent. Il pense alors que la défaite est possible, et sauve ses fils en les envoyant à Chauvigny : le dauphin Charles, duc de Normandie, le duc de Berry et le comte d'Anjou.

### Capture du roi de France

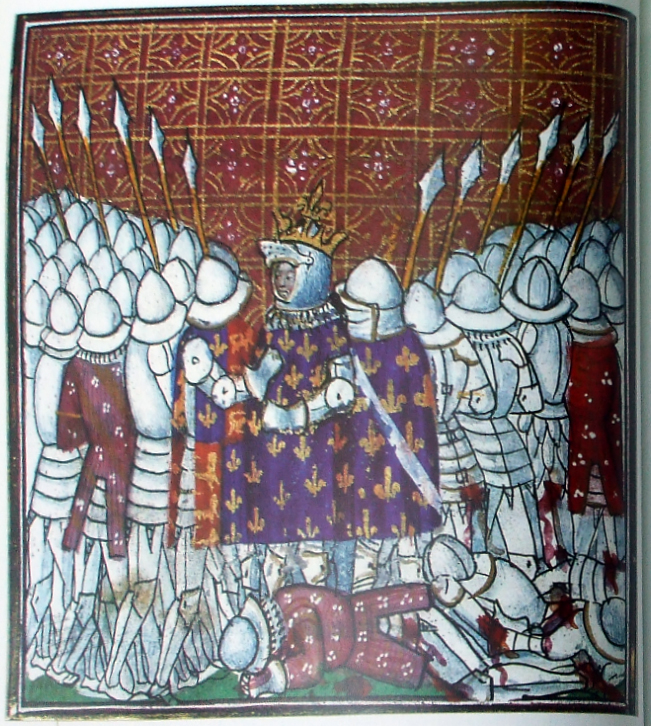
Prise du roi Jean II le Bon sur le champ de bataille. Chroniques de Froissart, bibliothèque municipale de Besançon, Ms.864-865.

John Chandos aperçoit le roi de loin, reconnaissable à sa cotte d'armes fleur-de-lysée et le montre au prince de Galles : « Adressons-nous devers votre adversaire le roi de France, car en cette part gît tout le sort de la besogne. Bien sait que par vaillance, il ne fuira point. » Jean II le Bon, sur une élévation de terrain appelée le champ Alexandre, entouré de ses plus fidèles, descend de cheval et fait mettre, à tous, pied à terre. Puis, saisissant une hache d'armes, il attend l'assaut.
L'essence du pouvoir des rois de France est censée être d'ascendance divine. Une attitude non chevaleresque discréditerait la branche des Valois déjà vaincue à Crécy. Or Philippe VI avait été choisi comme roi au détriment d'Édouard III, pourtant petit-fils de Philippe IV le Bel. Jean II le Bon ayant mis ses enfants à l'abri, choisit donc un sacrifice.
C'est ici que le commentaire de Jean-Michel Tourneur-Aumont, historien et professeur d'histoire à la Faculté des Lettres de Poitiers, prend un sens ésotérique[C'est-à-dire ?]. C'est le sacrifice du roi.
« Pressé de toutes parts, il se bat jusqu'à l'épuisement de ses forces et l'on peut se demander dans quelle faible mesure, l'appât de la rançon a pu retenir la main de ces guerriers avides, mais farouches, tout sanglants des coups que le roi leur portait. La voix de son fils cadet âgé de 14 ans, Philippe (qui en gardera le surnom de Hardi) qui était revenu se glisser à ses côtés retentit encore dans l'épopée française : — Père, gardez-vous à droite ! — Père, gardez-vous à gauche ! »
La popularité et la considération envers le roi vaincu furent unanimes[réf. nécessaire]. Elles sont attestées par les faits les plus probants : les dons volontaires pour la rançon en des temps de crise économique, les entreprises de délivrance, la littérature sans publicité, les sentiments à Avignon, des funérailles en 1364. Jean le Bon est fait prisonnier par Denis de Morbecque. Il est le deuxième souverain français à être capturé sur un champ de bataille.
À deux lieues de là se dresse le tout neuf château de Chambonneau. Le Prince noir le prend par feinte. C'est au premier étage du donjon (encore existant) que se déroule le premier repas de captivité du roi et de son fils Philippe, le 19 septembre au soir. Devant eux, un capitaine anglais blessé dans le combat et moribond à Chambonneau, rend l'âme dans les bras du Prince noir. Il s'agit du sire Dandley. Les Anglais poursuivent les fuyards jusqu’à Poitiers qui ferme ses portes. La bataille commencée à 6 heures, est finie à midi.

## Bilan humain
Les Français perdirent 17 comtes, 1 archevêque, 66 barons et bannerets et 2 000 hommes d'armes et 3 000 hommes d'armes furent tués dans la poursuite sans compter les comtes, vicomtes, barons, bannerets… Les Français laissèrent en tout sur le champ de bataille 8 000 hommes d'armes tandis que les Anglais ne perdirent que 190 hommes d'armes et 150 archers.

## Conséquences

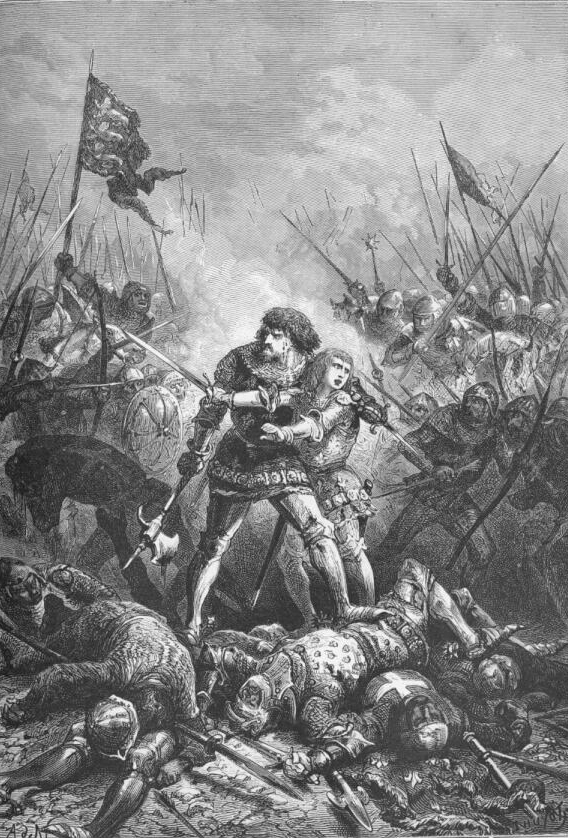
Jean II de France et son fils Philippe à la bataille de Poitiers

Avec le roi de France en captivité, la France semblait désormais à la merci d'Édouard III. En l'espace de dix ans, les Français avaient été vaincus par une armée anglaise moins nombreuse, et Édouard s'attendait à ce que le royaume de France sombre dans l'anarchie. Après la bataille de Poitiers, le gouvernement français comprit que les réformes morales et tactiques ne suffisaient pas à elles seules à repousser la menace anglaise et entreprit des changements fondamentaux. Pendant la captivité du roi Jean II, le dauphin Charles commença à fortifier toute la France. Sur le plan politique, Poitiers fut une catastrophe pour la France, car l'unité de l'État fut brisée, la réputation de la noblesse fut ternie et le dauphin dut gouverner un royaume qui avait subi des pertes territoriales considérables. À cette époque, la noblesse fut également largement critiquée, comme en témoignent des œuvres contemporaines telles que la Complainte sur la bataille de Poitiers, qui rejetait la responsabilité sur la noblesse et estimait que les citoyens devaient jouer un rôle plus important dans la reconstruction de la France. La paix de Brétigny marqua une trêve temporaire dans la guerre de Cent Ans. Elle accorda à Édouard III de vastes territoires, dont la Guyenne, le Limousin et Calais, tout en le libérant de ses obligations féodales envers la couronne française.
Édouard III exige une rançon considérable d'un montant de quatre millions d'écus d'or pour sa libération. Son prestige est au plus haut contrairement à celui de la noblesse française. Pendant la captivité du roi Jean, le royaume de France est en proie à des troubles politiques sévères. Les états généraux de langue d'oïl sont réunis peu après. Ils décident de libérer Charles II, dit le Mauvais, roi de Navarre, cousin et beau-frère du roi captif, dans l'espoir qu'il protège le pays dans la défaite. Mais le Navarrais entre en contact avec les Anglais pour s'approprier de nouveaux fiefs. Finalement, en 1360, le traité de Brétigny, négocié pour le compte des Anglais par John Chandos, et par Bonabes IV, sire de Rougé et de Derval, pour le compte des Français, rend la liberté au roi Jean le Bon contre une rançon de 3 millions d'écus d'or (à sa mort, le 8 avril 1364, à peine un tiers de la rançon aura été versé).

### Sources primaires
- (fr) Chroniques de Froissart, pages 332 à 362.
- (la) Chroniques de Geoffrey the Baker of Swinbrook, pages 140 à 155.
- (la) Moine de Malmesbury Eulogium Historiarum sive Temporis Tome III, pages 215 à 227.
- (fr) Chronique de Jean le Bel.
- (en + fr) Le prince noir (The black prince), poème du héraut d'armes Chandos sur gallica.